# Во-ан-Дьёле
Во-ан-Дьёле́ (фр. Vaux-en-Dieulet) — коммуна во Франции, находится в регионе Шампань — Арденны. Департамент коммуны — Арденны. Входит в состав кантона Бюзанси. Округ коммуны — Вузье.
Код INSEE коммуны — 08463.
Коммуна расположена приблизительно в 210 км к востоку от Парижа, в 75 км северо-восточнее Шалон-ан-Шампани, в 38 км к юго-востоку от Шарлевиль-Мезьера.

## Население
Население коммуны на 2008 год составляло 70 человек.
| 1962 | 1968 | 1975 | 1982 | 1990 | 1999 | 2008 |
| ---- | ---- | ---- | ---- | ---- | ---- | ---- |
| 105  | 109  | 96   | 76   | 68   | 69   | 70   |

## Экономика

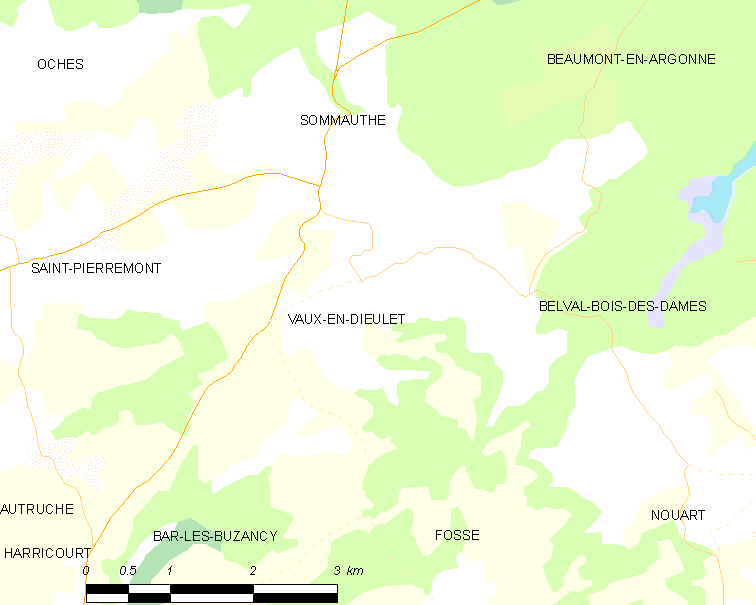
Карта коммуны

В 2007 году среди 41 человека в трудоспособном возрасте (15—64 лет) 33 были экономически активными, 8 — неактивными (показатель активности — 80,5 %, в 1999 году было 51,2 %). Из 33 активных работали 29 человек (18 мужчин и 11 женщин), безработных было 4 (2 мужчин и 2 женщины). Среди 8 неактивных 2 человека были учениками или студентами, 2 — пенсионерами, 4 были неактивными по другим причинам.